# Kačice
Kačice település Csehországban, a Kladnói járásban. Kačice Hradečno, Stochov, Tuchlovice, Smečno és Libušín településekkel határos. Lakosainak száma 1245 fő (2024. január 1.).

## Népesség
A település lakosságának változását az alábbi diagram mutatja:
| Lakosok száma | 674  | 765  | 1245 | 1198 | 1134 | 1132 | 1244 | 1224 | 1242 | 1245 |
|               | 1869 | 1890 | 1921 | 1950 | 1980 | 2001 | 2017 | 2019 | 2022 | 2024 |